# Théâtre Mouffetard
Théâtre Mouffetard [muftár] je divadlo v Paříži, v 5. obvodu na ulici Rue Mouffetard. Divadlo s kapacitou 236 míst bylo otevřeno v roce 1934. V divadle financovaném městem Paříží sídlí od roku 2013 loutkový soubor.